# Kvalspelet till Europamästerskapet i handboll för herrar 2012
Kvalspelet till Europamästerskapet i handboll för herrar 2012 spelades mellan 27 oktober 2010 och 12 juni 2011. Kvalet spelades om sju grupper med fyra lag i varje, där alla lag mötte varandra en gång hemma och en gång borta och de två högst placerade lagen gick vidare till "Europamästerskapet i Serbien" som spelas i januari 2012. En seger gav två poäng, oavgjort gav 1 poäng och förlust gav noll poäng.
Mellan den 10 och 13 juni 2010 spelades det ett förkval mellan 12 lag som var indelade i tre grupper med fyra lag i varje, där de tre gruppvinnarna, Estland, Israel och Lettland, gick vidare till huvudkvalet.
Totalt fanns det sju grupper och 14 platser att spela om. Förutom dessa 14 platser är Serbien automatiskt kvalificerade som arrangör, liksom de regerande Europamästarna Frankrike.
Följande länder kvalade in till Europamästerskapet: Ungern, Sverige, Kroatien, Norge, Danmark, Ryssland, Spanien, Slovakien, Tjeckien, Makedonien, Polen, Slovenien, Tyskland och Island.

## Grupp 1

### Tabell
Not: M = Spelade matcher, V = Vinster, O = Oavgjorda matcher, F = Förluster, GM = Gjorda mål, IM = Insläppta mål, P = Poäng, MSK = Målskillnad
| Lag                   | M | V | O | F | GM  | IM  | P  | MSK |
| --------------------- | - | - | - | - | --- | --- | -- | --- |
| Ungern                | 6 | 6 | 0 | 0 | 171 | 130 | 12 | +41 |
| Makedonien            | 6 | 3 | 1 | 2 | 162 | 155 | 7  | +7  |
| Estland               | 6 | 2 | 0 | 4 | 154 | 177 | 4  | −23 |
| Bosnien & Hercegovina | 6 | 0 | 1 | 5 | 134 | 159 | 1  | −25 |

### Resultat
| Datum           | Match                            | Resultat | Stad        | Publik |
| --------------- | -------------------------------- | -------- | ----------- | ------ |
| 27 oktober 2010 | Makedonien - Estland             | 30 - 25  | Skopje      | 1 500  |
| 28 oktober 2010 | Ungern - Bosnien/Hercegovina     | 26 - 17  | Szombathely | 2 000  |
| 31 oktober 2010 | Estland - Ungern                 | 19 - 31  | Pölva       | 800    |
| 31 oktober 2010 | Bosnien/Hercegovina - Makedonien | 28 - 28  | Sarajevo    | 3 000  |
| 9 mars 2011     | Makedonien - Ungern              | 22 - 29  | Skopje      | 4 500  |
| 9 mars 2011     | Estland - Bosnien/Hercegovina    | 35 - 30  | Pölva       | 800    |
| 12 mars 2011    | Bosnien/Hercegovina - Estland    | 21 - 23  | Visoko      | 1 500  |
| 13 mars 2011    | Ungern - Makedonien              | 29 - 26  | Veszprém    | 4 500  |
| 8 juni 2011     | Bosnien/Hercegovina - Ungern     | 19 - 22  | Visoko      | 1 500  |
| 8 juni 2011     | Estland - Makedonien             | 25 - 31  | Pölva       | 600    |
| 12 juni 2011    | Ungern - Estland                 | 34 - 27  | Gyöngyös    | 1 600  |
| 12 juni 2011    | Makedonien - Bosnien/Hercegovina | 25 - 19  | Skopje      | 9 000  |

## Grupp 2

### Tabell
Not: M = Spelade matcher, V = Vinster, O = Oavgjorda matcher, F = Förluster, GM = Gjorda mål, IM = Insläppta mål, P = Poäng, MSK = Målskillnad
| Lag      | M | V | O | F | GM  | IM  | P  | MSK |
| -------- | - | - | - | - | --- | --- | -- | --- |
| Kroatien | 6 | 6 | 0 | 0 | 168 | 137 | 12 | +31 |
| Spanien  | 6 | 4 | 0 | 2 | 174 | 125 | 8  | +49 |
| Litauen  | 6 | 2 | 0 | 4 | 129 | 161 | 4  | −32 |
| Rumänien | 6 | 0 | 0 | 6 | 138 | 186 | 0  | −48 |

### Resultat
| Datum           | Match               | Resultat | Stad                  | Publik |
| --------------- | ------------------- | -------- | --------------------- | ------ |
| 27 oktober 2010 | Spanien - Litauen   | 33 - 17  | Lalin-Pontevedra      | 2 500  |
| 28 oktober 2010 | Kroatien - Rumänien | 34 - 22  | Karlovac              | 2 800  |
| 31 oktober 2010 | Litauen - Kroatien  | 19 - 21  | Vilnius               | 1 600  |
| 31 oktober 2010 | Rumänien - Spanien  | 20 - 35  | Oradea                | 2 000  |
| 10 mars 2011    | Litauen - Rumänien  | 24 - 23  | Vilnius               | 2 800  |
| 10 mars 2011    | Spanien - Kroatien  | 24 - 26  | Ciudad Real           | 5 100  |
| 13 mars 2011    | Kroatien - Spanien  | 23 - 21  | Split                 | 12 000 |
| 13 mars 2011    | Rumänien - Litauen  | 25 - 27  | Constanţa             | 1 100  |
| 8 juni 2011     | Rumänien - Kroatien | 25 - 30  | Drobeta-Turnu Severin | 1 700  |
| 9 juni 2011     | Litauen - Spanien   | 16 - 25  | Vilnius               | 2 000  |
| 12 juni 2011    | Kroatien - Litauen  | 34 - 26  | Poreč                 | 2 300  |
| 12 juni 2011    | Spanien - Rumänien  | 36 - 23  | Guadalajara           | 1 700  |

## Grupp 3

### Tabell
Not: M = Spelade matcher, V = Vinster, O = Oavgjorda matcher, F = Förluster, GM = Gjorda mål, IM = Insläppta mål, P = Poäng, MSK = Målskillnad
| Lag       | M | V | O | F | GM  | IM  | P | MSK |
| --------- | - | - | - | - | --- | --- | - | --- |
| Polen     | 6 | 4 | 1 | 1 | 172 | 147 | 9 | +25 |
| Slovenien | 6 | 4 | 0 | 2 | 194 | 179 | 8 | +15 |
| Portugal  | 6 | 2 | 1 | 3 | 164 | 165 | 5 | −1  |
| Ukraina   | 6 | 1 | 0 | 5 | 143 | 182 | 2 | −39 |

### Resultat
| Datum           | Match                | Resultat | Stad              | Publik |
| --------------- | -------------------- | -------- | ----------------- | ------ |
| 27 oktober 2010 | Slovenien - Portugal | 34 - 31  | Celje             | 1 200  |
| 28 oktober 2010 | Polen - Ukraina      | 25 - 15  | Warszawa          | 4 800  |
| 31 oktober 2010 | Portugal - Polen     | 27 - 27  | Portimão          | 1 500  |
| 31 oktober 2010 | Ukraina - Slovenien  | 25 - 31  | Zaporizjzja       | 2 000  |
| 9 mars 2011     | Slovenien - Polen    | 30 - 28  | Ljubljana         | 12 000 |
| 9 mars 2011     | Portugal - Ukraina   | 28 - 16  | Moimenta da Beira | 1 200  |
| 12 mars 2011    | Polen - Slovenien    | 32 - 27  | Zielona Góra      | 5 100  |
| 13 mars 2011    | Ukraina - Portugal   | 29 - 25  | Zaporizjzja       | 2 000  |
| 8 juni 2011     | Ukraina - Polen      | 26 - 32  | Zaporizjzja       | 1 200  |
| 8 juni 2011     | Portugal - Slovenien | 31 - 29  | Espinho           | 2 500  |
| 12 juni 2011    | Polen - Portugal     | 30 - 22  | Poznań            | 4 500  |
| 12 juni 2011    | Slovenien - Ukraina  | 43 - 32  | Ljubljana         | 5 000  |

## Grupp 4

### Tabell
Not: M = Spelade matcher, V = Vinster, O = Oavgjorda matcher, F = Förluster, GM = Gjorda mål, IM = Insläppta mål, P = Poäng, MSK = Målskillnad
| Lag                                                              | M | V | O | F | GM  | IM  | P  | MSK |
| ---------------------------------------------------------------- | - | - | - | - | --- | --- | -- | --- |
| Sverige                                                          | 6 | 5 | 0 | 1 | 176 | 144 | 10 | +32 |
| Slovakien                                                        | 6 | 5 | 0 | 1 | 184 | 144 | 10 | +40 |
| Montenegro                                                       | 6 | 1 | 0 | 5 | 161 | 196 | 2  | −35 |
| Israel                                                           | 6 | 1 | 0 | 5 | 152 | 189 | 2  | −37 |
| Inbördes möten avgör placering när två lag hamnar på samma poäng |   |   |   |   |     |     |    |     |

### Resultat
| Datum           | Match                  | Resultat | Stad              | Publik |
| --------------- | ---------------------- | -------- | ----------------- | ------ |
| 27 oktober 2010 | Slovakien - Israel     | 38 - 24  | Povazská Bystrica | 1 400  |
| 28 oktober 2010 | Sverige - Montenegro   | 30 - 27  | Kristianstad      | 4 500  |
| 31 oktober 2010 | Montenegro - Slovakien | 25 - 35  | Bar               | 1 700  |
| 31 oktober 2010 | Israel - Sverige       | 28 - 32  | Rishon LeZion     | 700    |
| 9 mars 2011     | Slovakien - Sverige    | 23 - 21  | Bratislava        | 3 300  |
| 9 mars 2011     | Israel - Montenegro    | 29 - 24  | Rishon LeZion     | 700    |
| 13 mars 2011    | Montenegro - Israel    | 36 - 27  | Nikšić            | 2 500  |
| 13 mars 2011    | Sverige - Slovakien    | 26 - 21  | Stockholm         | 5 789  |
| 8 juni 2011     | Montenegro - Sverige   | 28 - 39  | Pljevlja          | 1 500  |
| 9 juni 2011     | Israel - Slovakien     | 27 - 31  | Rishon LeZion     | 800    |
| 12 juni 2011    | Slovakien - Montenegro | 36 - 21  | Košice            | 8 100  |
| 12 juni 2011    | Sverige - Israel       | 28 - 17  | Karlskrona        | 1 700  |

## Grupp 5

### Tabell
Not: M = Spelade matcher, V = Vinster, O = Oavgjorda matcher, F = Förluster, GM = Gjorda mål, IM = Insläppta mål, P = Poäng, MSK = Målskillnad
| Lag       | M | V | O | F | GM  | IM  | P | MSK |
| --------- | - | - | - | - | --- | --- | - | --- |
| Tyskland  | 6 | 4 | 1 | 1 | 192 | 150 | 9 | +40 |
| Island    | 6 | 4 | 0 | 2 | 188 | 178 | 8 | +10 |
| Österrike | 6 | 3 | 1 | 2 | 165 | 170 | 7 | −5  |
| Lettland  | 6 | 0 | 0 | 6 | 140 | 187 | 0 | −47 |

### Resultat
| Datum           | Match                | Resultat | Stad            | Publik        |
| --------------- | -------------------- | -------- | --------------- | ------------- |
| 27 oktober 2010 | Tyskland - Österrike | 26 - 26  | Wetzlar         | 4 400         |
| 27 oktober 2010 | Island - Lettland    | 28 - 26  | Reykjavik       | 800           |
| 30 oktober 2010 | Österrike - Island   | 28 - 23  | Wiener Neustadt | 3 000         |
| 31 oktober 2010 | Lettland - Tyskland  | 18 - 36  | Dobele          | 1 500         |
| 9 mars 2011     | Lettland - Österrike | 25 - 28  | Dobele          | 1 000         |
| 9 mars 2011     | Island - Tyskland    | 36 - 31  | Reykjavik       | 2 700         |
| 12 mars 2011    | Österrike - Lettland | 34 - 24  | Schwechat       | 2 400         |
| 13 mars 2011    | Tyskland - Island    | 39 - 28  | Halle           | 10 500        |
| 8 juni 2011     | Lettland - Island    | 25 - 29  | Dobele          | 900           |
| 8 juni 2011     | Österrike - Tyskland | 20 - 28  | Innsbruck       | 7 500         |
| 12 juni 2011    | Tyskland - Lettland  | 32 - 22  | Trier           | 4 550         |
| 12 juni 2011    | Island - Österrike   | 44 - 29  | Reykjavik       | ingen uppgift |

## Grupp 6

### Tabell
Not: M = Spelade matcher, V = Vinster, O = Oavgjorda matcher, F = Förluster, GM = Gjorda mål, IM = Insläppta mål, P = Poäng, MSK = Målskillnad
| Lag      | M | V | O | F | GM  | IM  | P  | MSK |
| -------- | - | - | - | - | --- | --- | -- | --- |
| Norge    | 6 | 5 | 0 | 1 | 184 | 152 | 10 | +32 |
| Tjeckien | 6 | 4 | 0 | 2 | 178 | 147 | 8  | +31 |
| Grekland | 6 | 2 | 1 | 3 | 156 | 172 | 5  | −16 |
| Holland  | 6 | 0 | 1 | 5 | 155 | 202 | 1  | −47 |

### Resultat
| Datum           | Match               | Resultat | Stad         | Publik |
| --------------- | ------------------- | -------- | ------------ | ------ |
| 27 oktober 2010 | Norge - Holland     | 35 - 30  | Bergen       | 3 700  |
| 27 oktober 2010 | Tjeckien - Grekland | 32 - 20  | Zlín         | 1 800  |
| 30 oktober 2010 | Holland - Tjeckien  | 25 - 33  | Almere       | 1 000  |
| 31 oktober 2010 | Grekland - Norge    | 25 - 32  | Xanthi       | 1 200  |
| 9 mars 2011     | Tjeckien - Norge    | 29 - 26  | Zlín         | 1 900  |
| 9 mars 2011     | Grekland - Holland  | 30 - 23  | Chania       | 2 000  |
| 12 mars 2011    | Holland - Grekland  | 30 - 30  | Rotterdam    | 1 100  |
| 13 mars 2011    | Norge - Tjeckien    | 24 - 22  | Stavanger    | 5 200  |
| 8 juni 2011     | Holland - Norge     | 21 - 36  | Geleen       | 1 000  |
| 8 juni 2011     | Grekland - Tjeckien | 26 - 24  | Thessaloniki | 700    |
| 11 juni 2011    | Norge - Grekland    | 31 - 25  | Trondheim    | 1 700  |
| 11 juni 2011    | Tjeckien - Holland  | 38 - 26  | Prag         | 1 200  |

## Grupp 7

### Tabell
Not: M = Spelade matcher, V = Vinster, O = Oavgjorda matcher, F = Förluster, GM = Gjorda mål, IM = Insläppta mål, P = Poäng, MSK = Målskillnad
| Lag                                                              | M | V | O | F | GM  | IM  | P  | MSK |
| ---------------------------------------------------------------- | - | - | - | - | --- | --- | -- | --- |
| Danmark                                                          | 6 | 5 | 0 | 1 | 207 | 176 | 10 | +31 |
| Ryssland                                                         | 6 | 5 | 0 | 1 | 202 | 185 | 10 | +17 |
| Vitryssland                                                      | 6 | 2 | 0 | 4 | 181 | 203 | 4  | −22 |
| Schweiz                                                          | 6 | 0 | 0 | 6 | 172 | 198 | 0  | −26 |
| Inbördes möten avgör placering när två lag hamnar på samma poäng |   |   |   |   |     |     |    |     |

### Resultat
| Datum           | Match                  | Resultat | Stad       | Publik |
| --------------- | ---------------------- | -------- | ---------- | ------ |
| 27 oktober 2010 | Ryssland - Schweiz     | 36 - 34  | Tjechov    | 1 500  |
| 27 oktober 2010 | Danmark - Vitryssland  | 41 - 33  | Aalborg    | 4 100  |
| 31 oktober 2010 | Schweiz - Danmark      | 25 - 36  | Winterthur | 2 000  |
| 31 oktober 2010 | Vitryssland - Ryssland | 32 - 39  | Brest      | 3 500  |
| 9 mars 2011     | Ryssland - Danmark     | 31 - 27  | Tjechov    | 2 500  |
| 9 mars 2011     | Schweiz - Vitryssland  | 31 - 34  | Stäfa      | 1 250  |
| 12 mars 2011    | Danmark - Ryssland     | 36 - 29  | Horsens    | 3 300  |
| 13 mars 2011    | Vitryssland - Schweiz  | 26 - 24  | Minsk      | 3 300  |
| 8 juni 2011     | Vitryssland - Danmark  | 29 - 33  | Minsk      | 9 300  |
| 8 juni 2011     | Schweiz - Ryssland     | 29 - 32  | Aarau      | 1 600  |
| 12 juni 2011    | Ryssland - Vitryssland | 35 - 27  | Tjechov    | 1 500  |
| 12 juni 2011    | Danmark - Schweiz      | 34 - 29  | Ballerup   | 5 700  |